# 煙雨濛濛
《煙雨濛濛》為中華民國作家瓊瑤於1964年創作的小說。故事敘述中華民國在大陸時的軍閥陸振華司令擁有九名妻妾，因時代變遷，權勢漸漸過氣，也隨著中華民國政府遷台，但他只帶了八姨太傅文珮和其女兒陸依萍、九姨太王雪琴及其兒女陸爾豪、陸如萍、陸夢萍來台灣，雪琴出身低下，雖然對外與人通姦，但嫉妒心和佔有慾極強，經常陷害文佩母女，陸振華昏庸，竟把文佩母女逐出家門，文珮之女陸依萍在心懷怨恨中長大，19 歲那年一次被陸振華家暴，便決意開始對陸家進行報復，也造成男主角何書桓與依萍、如萍的三角戀情，而依萍的愛情還是戰勝了仇恨，當她準備要收斂仇恨，專心用生命去愛的時候，一切都太遲了。整體故事是以陸依萍對陸家的恩怨情仇交織，以及陸振華的戀愛史而成。
瓊瑤早期的作品以悲劇為主，煙雨濛濛更被視為其中的代表，堪稱華語版咆哮山莊。
本書曾經分別改編為電影與電視劇。
1966 年由王引執導拍成電影《煙雨濛濛》。劇情上與原著沒有太多分別，是該小說影視改編中最符合原著，這部電影亦是第一次被搬上螢幕。
1986 年製播的華視八點檔連續劇《煙雨濛濛》中加入了軍閥的副司令李正德 ( 劇中稱李副官 ) 一家人，改編部份原作劇情，人物年紀也與原作不完全相同，（原作的何書桓跟陸爾豪都還是大學生，電視劇已經出社會）其女兒李可雲與陸爾豪有一段純純的初戀情結，而陸爾豪亦與方瑜有戀愛，形成一段三角戀。
後來在 2000 年重拍為電視劇《情深深雨濛濛》，故事情節大致沿襲 1986 年電視劇版，瓊瑤只在時代背景和角色定位上作了修改──將時代背景移至民國初年，地點由 1960 年代的台北市，移至 1936 年抗戰前夕的上海市（陆家居于上海法租界福煦路）。
如萍的角色也被重新設定，從懦弱毫無主見的弱女子最後因情傷厭世舉槍自盡，改為外柔內剛的堅強女性，情傷後化小愛為大愛，投身國際紅十字會至戰地前線做醫護人員；
如萍與依萍的關係設定與煙雨濛濛則是相反過來，原作如萍是依萍的姐姐，比依萍大四歲，這裡則是兩人同年，依萍比如萍大兩個月，並加重依萍因家計紓困去大上海舞廳當歌女的戲碼，成了當紅藝人白玫瑰，並穿插有熱鬧的舞台歌舞秀橋段，表現了當時大上海的榮景；
丑角徐超改名杜飛，且戲分加重，唯一分別是其最後抱得美人歸；書桓、爾豪、杜飛改為《申報》報館記者；此外，也因應時代背景加入了淞滬停戰協定、綏遠抗戰、蘆溝橋事件、八一三事變等戰爭情節。

## 電影
1965年，由王引導演，歸亞蕾、楊群、王引、盧碧雲、武家麒、明格、林偉琤、伊麗、周美梨、張文華、魏少明、周遜演出。

### 角色
| 角色   | 演員   |
| 陸依萍 | 歸亞蕾 |
| 何书恒 | 武家麒 |
| 陆振华 | 王引   |
| 雪姨   | 盧碧雲 |

### 外部連結
- 開眼電影網上《煙雨濛濛》的資料（繁體中文）
- 香港影庫上《煙雨濛濛》的資料（繁體中文）
- 时光网上《煙雨濛濛》的資料（简体中文）
- 豆瓣电影上《煙雨濛濛》的資料 （简体中文）
- 互联网电影数据库（IMDb）上《煙雨濛濛》的资料（英文）

## 電視劇

### 煙雨濛濛（1973年）
1973年香港無綫電視劇集，共二十集，是無綫電視首部全彩色電視劇。
| 角色   | 演員   |
| 陸依萍 | 李司棋 |
| 何書桓 | 鄭少秋 |
| 陸如萍 | 程可為 |
| 陸振華 | 鄭子敦 |
| 傅文珮 | 李月清 |
| 王雪琴 | 容玉意 |

主題曲由本劇男主角鄭少秋主唱，是第一首使用廣東話的無綫劇集主題曲。數十年後，有香港股票期貨商發現，此劇播映時適逢1973年香港股災，加上因鄭少秋多年之後所演出的港劇《大時代》劇中角色典故，而被戲稱為所謂「丁蟹效應」的起源。

### 煙雨濛濛（1986年）
1986年華視八點檔連續劇，1986年8月11日至1986年9月19日播出，全四十集，製作人平鑫濤，導演劉立立。

#### 演員
| 角色           | 演員   |
| 陸依萍         | 劉雪華 |
| 幼年依萍       | 蔡燦得 |
| 何書桓         | 秦 漢  |
| 陸如萍         | 趙永馨 |
| 陸夢萍         | 鄒琳琳 |
| 陸爾豪         | 李天柱 |
| 陸振華         | 勾 峰  |
| 傅文珮         | 曾亞君 |
| 傅 父          |        |
| 傅 母          | 張玉琴 |
| 王雪琴         | 谷 音  |
| 魏光雄         | 文 帥  |
| 陸爾傑         | 文國華 |
| 李副官         |        |
| 李 妻          | 馬惠珍 |
| 李可雲         | 朱慧珍 |
| 方 瑜          | 文 潔  |
| 小 紀          | 李國超 |
| 徐 超          | 張順興 |
| 陸心萍、鄧萍萍 | 方文琳 |
| 少年振華       | 葉小益 |
| 阿 姨          | 郭 萍  |
| 阿 蘭          | 王 利  |

#### 工作人員
- 編審：斯志耕
- 製作人：平鑫濤
- 原著、編劇指導：瓊瑤
- 編劇：林久愉
- 策劃：董今狐
- 導演：劉立立

#### 主題曲
| 曲序 | 曲目                      |        | 作曲           | 演唱   |
| ---- | ------------------------- | ------ | -------------- | ------ |
| 1.   | 煙雨濛濛（片頭曲）        | 瓊瑤   | 史擷詠、梁宏志 | 江淑娜 |
| 2.   | 濛濛煙雨（片尾曲）        | 瓊瑤   | 張勇強         | 高凌風 |
| 3.   | 煙也濛濛 雨也濛濛（插曲） | 瓊瑤   |                | 江淑娜 |
| 4.   | 青春易逝（插曲）          | 欧陽修 | 陳煥昌         | 江淑娜 |

### 情深深雨濛濛
2001年大陸和台灣合拍連續劇，故事由原本的台北移至中華民國大陸時期的上海（1936年），徐超改名杜飛，删去了次要人物纪耀，結局也做了改动。此劇于2001年4月3日在台灣中視首播，5月3日於香港TVB播映，後於同年9月3日在中央電視台電視劇頻道播放，电视剧名列2001年年度收视率第一名，从收视观众来看，剧集观众以少男少女为主，从年龄段上看14岁以下者居多，兼有45岁以上的部分女性观众。此劇也引發兩岸三地的共鳴。